# Eleições gerais da Libéria de 1927
As eleições gerais da Libéria de 1927 foram realizadas em 3 de maio daquele ano, com o objetivo de eleger o Presidente da República para o período de 1927-1931 e os membros de ambas as casas do Legislativo Liberiano. 
Nas eleições presidenciais, o resultado foi uma vitória de Charles D. B. King, do Partido True Whig que foi reeleito para um terceiro mandato após derrotar Thomas J. Faulkner, do Partido Popular.
As eleições foram referidas como "as mais fraudadas de todos os tempos" por Francis Johnson-Morris, um chefe moderno da Comissão Nacional de Eleições do país, e também foram incluídas no Guinness Book of Records como a eleição mais fraudulenta já relatada na história. Apesar de haver menos de 15 000 eleitores registrados no país, King recebeu cerca de 243 000 votos, em comparação com 9 000 para Faulkner.

## Contexto
As eleições foram realizadas sob o regime minoritário dos américo-liberianos liderado pelo Partido True Whig (TWP) entre 1878 e 1980; portanto, o voto era restrito a essa minoria. No entanto, nessa ocasião, considerou-se que o candidato Thomas J. Faulkner, do Partido Popular, tinha a chance de derrotar o presidente em exercício, Charles DB King, que estava concorrendo à reeleição para um terceiro mandato, a primeira vez que um presidente da Libéria procurou ocupar o cargo por mais de oito anos consecutivos.

## Resultados
| Candidato          | Partido           | Votos                 | %     |
| ------------------ | ----------------- | --------------------- | ----- |
| Charles D. B. King | Partido True Whig | 243 000 (falsificado) | 96,43 |
| Thomas J. Faulkner | Partido Popular   | 9 000                 | 3,57  |
| Total              | Total             | 252 000               | 100   |

King foi oficialmente reeleito com 96,43% dos votos contra os 3,57% de Faulkner. No entanto, a fraude era ridiculamente notória porque King recebeu oficialmente 243 000 votos, enquanto o eleitorado registrado na época não excedia 15 000, resultando em uma participação teórica de 1 680% (quase dezessete vezes a população votante).

## Consequências
Após a eleição, Faulkner acusou membros do governo do Partido True Whig de terem escravos domésticos e de vender escravos para a então colônia espanhola de Fernando Pó, além de envolver o Exército no processo. Apesar das negações do governo e da recusa em cooperar, a Liga das Nações estabeleceu a "Comissão Internacional de Inquérito sobre a Existência de Escravidão e Trabalho Forçado na República da Libéria", sob a presidência do jurista britânico Cuthbert Christy para determinar a extensão do problema. O presidente americano Herbert Hoover suspendeu brevemente as relações com o país para pressionar Monróvia a cooperar.
Em 1930, o relatório do comitê foi publicado e, embora não pudesse sustentar acusações de escravidão e trabalho forçado, implicou funcionários do governo, incluindo King e o vice-presidente Allen Yancy, de lucrar com trabalho forçado, o que equivalia a escravidão. Também houve sugestões sobre como colocar a Libéria em tutela. Como resultado, a Câmara dos Deputados iniciou procedimentos de impeachment contra King, que rapidamente renunciou. Ele foi sucedido por Edwin Barclay. Faulkner contestou as eleições de 1931, mas perdeu novamente.